# Sungai Samak
Sungai Samak is een bestuurslaag in het regentschap Belitung van de provincie Bangka-Belitung, Indonesië. Sungai Samak telt 1859 inwoners (volkstelling 2010).